# 冯联芳
冯联芳（？—？），山西徐沟（今山西清徐）人，是一名清朝政治人物。
冯联芳曾于1707年接替吴应豫任嘉定县知县一职，1709年由许云接任。